# Heteroliodon fohy
Heteroliodon fohy — вид змій родини Pseudoxyrhophiidae. Ендемік Мадагаскару.

## Поширення і екологія
Heteroliodon fohy відомі з двох місцевостей, розташованих на крайній півночі острова Мадагаскар. Вони живуть в сухих тропічних лісах, зокрема серед карстових скель. Зустрічаються на висоті до 200 м над рівнем моря.

## Збереження
МСОП класифікує цей вид як такий, що перебуває під загрозою зникнення. Heteroliodon fohy загрожує знищення природного середовища.